# Chasmias paludator
Chasmias paludator är en stekelart som först beskrevs av Desvignes 1854.  Chasmias paludator ingår i släktet Chasmias och familjen brokparasitsteklar. Inga underarter finns listade i Catalogue of Life.